# Killowen Castle
Killowen Castle (irisch Caisleán Chill Eoghain) war eine Burg im Dorf Killowen im nordirischen County Down. Die Burg ließ 1248 der damalige Lord Chief Justice of Ireland, John fitz Geoffrey, errichten.

## Quelle
- Jonathan Bardon: A History of Ulster. The Black Staff Press, 2005. ISBN 0-85640-764-X. S. 45.